# Raúl Merlo
Raúl Merlo (Junín, 10 febbraio 1967) è un ex cestista argentino con cittadinanza italiana.

## Carriera
Con l'Argentina ha disputato i Giochi panamericani di Indianapolis 1987 e i Campionati americani del 1988.